# Землетрус біля Оахака-де-Хуарес (2020)
Землетрус біля Оахака-де-Хуарес — стихійне лихо, що сталося 23 червня 2020 року за 131 км на південний схід від міста Оахака-де-Хуарес (штат Оахака) в Мексиці.

## Опис
Осередок землетрусу залягав на глибині 12 км. Поштовхи відчули і жителі столиці Мехіко. Влада країни опублікувала термінове попередження про можливість цунамі. Було заявлено, що прибережні хвилі цунамі можуть бути викликані в радіусі 621 милі (1000 км) від епіцентру землетрусу. У ЗМІ опублікували дані про сотні людей, що втратили житло.
Окрім Мексики, дію поштовхів відчули жителі таких країн: Сальвадор, Гватемала, Гондурас.